# Leptochilus axillaris
Leptochilus axillaris là một loài thực vật có mạch trong họ Polypodiaceae. Loài này được (Cav.) Kaulf. miêu tả khoa học đầu tiên năm 1824.